# Henri Pousseur
Henri Pousseur (Malmedy, 23 giugno 1929 – Bruxelles, 6 marzo 2009) è stato un compositore di musica contemporanea e didatta belga.

## Biografia
Ha studiato composizione all'Accademia Reale di Musica di Liegi dal 1947 al 1953.
Recatosi a Darmstadt nei primi anni cinquanta per seguire i famosi Ferienkurse, incontrò autori come Pierre Boulez, Karlheinz Stockhausen, Bruno Maderna e Luciano Berio, con i quali strinse rapidamente amicizia, diventando così un devoto membro delle avanguardie musicali dell'epoca.
Nel 1957 fu invitato come docente ai corsi estivi di Darmstadt: fu l'inizio della sua lunga attività, che lo portò ad insegnare a Colonia, a Basilea, all'Università di Buffalo, così come in Belgio.

Dal 1970 fino al suo pensionamento avvenuto nel 1988 ha continuamente insegnato all'Università ed al Conservatorio di Liegi, dove ha inoltre fondato il Centre de recherches et de formation musicales de Wallonie. Negli anni ottanta, inoltre, è stato il fondatore e direttore dell'"Institut de pédagogie musicale" di Parigi, strettamente collegato con l'"IRCAM" (fondato e diretto da Pierre Boulez) e facente parte della "Cité de la musique".
Da sempre interessato all'uso delle nuove tecnologie informatiche nella composizione musicale, Henri Pousseur ha lavorato allo studio di musica elettronica della Westdeutsche Rundfunk di Colonia nel 1954 ed allo Studio di Fonologia della Rai di Milano nel 1957; nel 1958 ha fondato lo Studio di musica elettronica di Bruxelles. Nel 2006 ha lavorato negli studi di Tempo Reale a Firenze per la realizzazione di una nuova versione della sua composizione Rimes.
Alla fine degli anni cinquanta ha avuto modo di incontrare il saggista e romanziere francese Michel Butor, con il quale collabora costantemente lungo tutta la sua carriera (da Votre Faust del 1960-1968 a Le procès du jeune chien del 1978, a Le Sablier du Phénix del 1994).
Oltre alle attività compositive e pedagogiche, Pousseur ha pubblicato numerosi articoli e libri sulla musica, tra i quali vanni citati almeno Fragments Théorique I: sur la musique expérimentale (Bruxelles, Université Libre de Bruxelles, 1970), e Musiques croisées (Parigi, L'Harmattan, 1997).
Ha ricevuto la laurea honoris causa dalle Università di Metz e di Lilla.

## La sua musica
Dopo le prime esecuzioni importanti, avvenute nel contesto dei Ferienkurse di Darmstadt, le musiche di Henri Pousseur sono state eseguite nelle principali manifestazioni mondiali legate alla musica contemporanea, nonché nelle stagioni concertistiche ed operistiche dei più rilevanti centri internazionali (dalla Biennale di Venezia ai Domaine Musical di Parigi, dal Teatro alla Scala di Milano al Festival di Donaueschingen, alla Carnegie Hall di New York).
Generalmente considerato come un tipico esponente della "scuola di Darmstadt", Pousseur ha utilizzato tecniche tipiche di quella scuola, quali lo strutturalismo e l'alea, frequentemente però le ha "contaminate" con altri stili (spesso ritenuti inconciliabili), come quelli di Franz Schubert e Anton Webern (in Votre Faust), oppure il curioso accostamento tra il linguaggio proprio di Pousseur incrociato con la famosa canzone statunitense di protesta "We shall overcome" (nella composizione Couleurs croisées).
Nei primi anni sessanta si trovò in contrasto con molte delle restrizioni obbligate dalla scrittura musicale strutturalista, ed assunse una personale posizione di "rifiuto del rifiuto" delle esperienze musicali del passato, non per ricollegarsi a stili o epoche preesistenti, bensì per sviluppare l'esperienza weberniana in modo più completo ed a più ampio spettro. Su queste posizioni venne ben presto seguito da molti colleghi illustri, tra cui Luciano Berio, Bruno Maderna, Alfred Schnittke, György Ligeti ed altri.
La quasi totalità delle sue opere è edita da Suvini Zerboni (Milano).

## Opere scelte
- Sept Versets des Psaumes de la Pénitence per quattro voci soliste oppure coro misto (1950)
- Prospection per tre pianoforti accordati in sesti di tono (1952-1953)
- Séismogrammes musica elettronica (1954)
- Symphonies à 15 Solistes (1954-1955)
- Quintette à la memoire d'Anton Webern per clarinetto, clarinetto basso, violino, violoncello e pianoforte (1955)
- Scambi musica elettronica (1957)
- Mobile per due pianoforti (1957-58)
- Rimes pour différentes sources sonores per orchestra e nastro magnetico (1959) nello Stadttheater di Donaueschingen diretto da Pierre Boulez
- Madrigal I per clarinetto (1958)
- Madrigal II per quattro strumenti antichi (flauto, violino, viola da gamba e clavicembalo) (1961)
- Madrigal III per clarinetto, violino, violoncello, due percussionisti e pianoforte     (1962)
- Ode per quartetto d'archi (1960-1961)
- Trois Visages à Liège musica elettronica (1961)
- Caractères per pianoforte (1961)
- Votre Faust (1961-1968), opera su libretto di Michel Butor. Molte composizioni "satellite" sono correlate con quest'opera: 
  - Miroir de Votre Faust (Caractères II) per pianoforte con soprano ad libitum (1964-1965)
  - Jeu de Miroirs de Votre Faust per pianoforte, soprano e nastro magnetico (1964-1965)
  - Echos de Votre Faust per mezzosoprano, flauto, violoncello e pianoforte (1961-1969)
  - Les Ruines de Jéruzona per coro misto e "sezione ritmica" (1978)
  - La Passion selon Guignol per quartetto vocale amplificato e orchestra (1981)
  - Parade de Votre Faust per orchestra (1974)
  - Aiguillages au carrefour des immortels per 16 o 17 strumenti (2002)
  - Il sogno di Leporello: Parade 2 (de Votre Faust) per orchestra (2005)
- Apostrophe et six Réflexions per pianoforte (1964-1966)
- Phonèmes pour Cathy per mezzosoprano solo (1966)
- Couleurs croisées per grande orchestra (1967)
- Mnémosyne monodia per voce o strumento solo, o coro all'unisono (1968)
- Mnémosyne II per strumento ad libitum (1969)
- Les Éphémérides d'Icare 2 per un solista, concertino a tre parti e quattro quartetti strumentali (1970)
- Crosses of Crossed Colors per voce solista, da 2 a 5 pianoforti, sei nastri magnetici e due radiooperatori (1970)
- Paraboles-Mix musica elettronica (1972)
- Vue sur les Jardins interdits per quartetto di sassofoni (1973)
- Die Erprobung des Petrus Hebraïcus opera da camera in tre atti, libretto di Léo Wintgens da Michel Butor (1974). Molte composizioni "satellite" sono correlate con quest'opera: 
  - Chroniques berlinoises per pianoforte e quartetto d'archi con baritono ad libitum (1975)
  - Chroniques illustrées per grande orchestra con baritono ad libitum (1976)
  - Ballade berlinoise per pianoforte (1977)
  - Humeurs du Futur quotidien per due voci recitanti e orchestra da camera (1978)
  - Pédigrée per voce femminile e sette strumenti (1980)
  - Canines per voce e pianoforte (1980)
  - Chroniques canines per due pianoforti con soprano ad libitum (1984)
- Tales and Songs from the Bible of Hell per voci soliste e live electronics (1979)
- La Passion selon Guignol per quartetto vocale amplificato e orchestra (1981)
- La Paganania per violino solo (1982)
- La Paganania seconda per violoncello solo (1982)
- Déclarations d'Orage per recitante, soprano, baritono, tre strumenti (sassofono contralto, tuba e sintetizzatore), grande orchestra e nastro magnetico (1988-1989)
- At Moonlight, Dowland's Shadow passes along Ginkaku-Ji per shakuhachi, shamisen e koto (1989)
- Leçons d'Enfer, teatro musicale su testi di Arthur Rimbaud e Michel Butor (1990-1991)
- Dichterliebesreigentraum per soprano, baritono, due pianoforti solisti, coro e orchestra (1992-1993)
- Aquarius-Mémorial (in memoriam Karel Goeyvaerts)
  - I. Les Litanies d'Icare per pianoforte (1994)
  - II. Danseurs Gnidiens cherchant la Perle clémentine per orchestra da camera (1998)
  - III.  Les Fouilles de Jéruzona per orchestra (1995)
  - IV. Icare au Jardin du Verseau per pianoforte e orchestra da camera (1999)
- La Guirlande de Pierre per soprano, baritono e pianoforte (1997)
- Navigations per arpa (2000)
- Seize Paysages planétaires musica elettronica (2000)
- Les Icare africains per voci soliste, coro ad libitum e orchestra (2002)

## Pubblicazioni
- Henri Pousseur, Musica, semantica, società, traduzione di Eugenio Costa, Bompiani (Milano, 1974)
- Henri Pousseur (a cura di), La musica elettronica, Feltrinelli (Milano, 1976) - Tavola dei contenuti
- (FR) Henri Pousseur, Musiques croisées, L'Harmattan (Parigi, 1998) ISBN 2-7384-6007-0
- (FR) Henri Pousseur, Ecrits théoriques 1954-1967, Pierre Mardaga Editeur (Sprimont, Belgio, 2004) ISBN 2-87009-865-0